# Fläckbröstad honungsfågel
Fläckbröstad honungsfågel (Meliphaga mimikae) är en fågel i familjen honungsfåglar inom ordningen tättingar.

## Utbredning och systematik
Fläckbröstad honungsfågel förekommer i bergstrakter på västcentrala till sydöstra Nya Guinea. Den behandlas som 
monotypisk.

## Status
IUCN kategoriserar arten som livskraftig.